# Winchester (Virginie)
Winchester je nezávislé město na severozápadě amerického státu Virginie. Podle sčítání lidu v roce 2000 mělo město 23 585 obyvatel. Je administrativním centrem okresu Frederick.

## Rodáci
- David Arquette (* 1971), herec
- Richard Evelyn Byrd (1888–1957), polárník a letec
- Willa Cather (1873–1947), spisovatelka
- Patsy Cline (1932–1963), zpěvačka
- Rick Santorum (* 1958), politik